# Mildred Pierce (Miniserie)
Mildred Pierce ist eine US-amerikanische Miniserie des Senders HBO, die auf dem gleichnamigen Roman James M. Cains aus dem Jahr 1941 basiert. Ab 4. März 2012 wurde die Serie im deutschsprachigen Raum beim Bezahlsender TNT Serie erstausgestrahlt. Nach dem Film Solange ein Herz schlägt aus dem Jahr 1945 ist es die zweite Adaption von Cains Roman.

## Inhalt
Mildred Pierce ist eine überfürsorglich sich aufopfernde Mutter während der Weltwirtschaftskrise, die sich von ihrem Ehemann getrennt sieht, ein eigenes Restaurant eröffnet und sich in einen Mann verliebt, während sie gleichzeitig versucht, die Liebe und den Respekt ihrer narzisstischen älteren Tochter zu verdienen.

## Besetzung
Die Synchronisation der Serie wurde bei der TV+Synchron nach einem Dialogbuch und unter der Dialogregie von Karin Lehmann erstellt.
| Rolle              | Darsteller       | Synchronsprecher      |
| ------------------ | ---------------- | --------------------- |
| Mildred Pierce     | Kate Winslet     | Ulrike Stürzbecher    |
| Monty Beragon      | Guy Pearce       | Viktor Neumann        |
| Anna               | Miriam Shor      |                       |
| Veda Pierce        | Evan Rachel Wood | Kaya Marie Möller     |
| Lucy Gessler       | Melissa Leo      | Katarina Tomaschewsky |
| Veda Pierce (jung) | Morgan Turner    | Lina von der Ahe      |
| Wally Burgan       | James LeGros     | Lutz Schnell          |
| Bert Pierce        | Brían F. O’Byrne | Peter Flechtner       |
| Ida Corwin         | Mare Winningham  | Liane Rudolph         |
| Mrs. Forrester     | Hope Davis       | Sabine Arnhold        |
| Ray Pierce         | Quinn McColgan   |                       |